# Xã Bohemia, Michigan
Xã Bohemia (tiếng Anh: Bohemia Township) là một xã thuộc quận Ontonagon, tiểu bang Michigan, Hoa Kỳ. Năm 2010, dân số của xã này là 82 người.